# Skrwilno (gmina)
Skrwilno est une gmina rurale du powiat de Rypin, Couïavie-Poméranie, dans le centre-nord de la Pologne. Son siège est le village de Skrwilno, qui se situe environ 12 km au sud-est de Rypin et 66 km à l'est de Toruń.
La gmina couvre une superficie de 124,35 km2 pour une population de 6 109 habitants.

## Géographie
La gmina est bordée par les gminy de Lubrza, Międzyrzecz, Skąpe, Sulechów, Szczaniec et Trzciel.